# Кизил-Ординська область
Кизил-Ординська область (каз. Қызылорда облысы; рос. Кызылординская область) — адміністративна одиниця Казахстану, центр — місто Кизил-Орда. Утворена 15 січня 1938 року. Розташована в південній частині Казахстану. На заході області Аральське море.

## Природа
Область розташована на схід від Аральського моря в нижній течії річки Сирдар'ї, переважно в межах Туранської низовини (висота 50-200 м). По лівобережжю Сирдар'ї — широкі простори горбисто-пасмових пісків Кизилкумів, що прорізаються сухими руслами Жанадар'ї і Куандар'ї; по правобережжю зустрічаються височини (Егизкара, 288 м), ділянки пісків (Ариськум тощо), неглибокі улоговини, зайняті солончаками. На півночі — масиви горбистих пісків (Малі Борсуки і Приаральські Каракуми). На крайньому південному сході в межах Кизилордінськой області заходять північно-західні відроги хребта Каратау (висота до 1419 м).
Клімат різко континентальний і украй посушливий з тривалим спекотним і сухим літом і з порівняно теплою, короткою і малосніжною зимою. Середня температура липня на північному заході 25,9 °С, на південному сході 28,2 °С, січня відповідно — 3,5 °С і — 19,8 °С. Кількість опадів на північному заході біля берегів Аральського моря близько 100 мм (найменше в Казахстані), на південному сході в передгір'ях Каратау до 175 мм.
В межі Кизилординської області входить північно-східна половина Аральського моря. Єдина велика річка — Сирдар'я, що протікає через центральну частину області з південного сходу на північний захід впродовж близько 1 тис. км, з сильно звивистим руслом, безліччю проток і рукавів і широкою заболоченою дельтою. Для захисту від паводків уздовж берегів річки побудовані греблі; у 1956 на річці Сирдар'я споруджена Кизил-Ординська гребля; у 1958 по руслу Жанадар'ї пропущені води річки для зрошування полів і обводнення пасовищ. Багато солоних озер (Жакси-Килиш, Камислибас, Арись і ін.); у озерах Купек і Тереськен — лікувальні грязі. На північному сході в межі Кизилординської області заходять пониззя річки Сарису.
Значна частина території зайнята пісками, майже позбавленими рослинності; на закріплених пісках полинно-тіпчакова, солянкова рослинність, а навесні і ефемерова на бурих і сіроземних супіщаних і солонцюватих ґрунтах; у пониззі серед пісків виростають астрагали, джузгуни, види пирію. Горбисті піски закріплені білим саксаулом, тамариксом, тереськеном, біюргуном, полином. У заплаві Сирдар'ї — алювіально-лукові, часто засолені ґрунти, покриті луковою рослинністю з рідкими тугайними лісами й чагарниками (верби, туранга і лох), в дельті й уздовж берегів — просторі чагарники очерету. У пустелі багато хижих (лис корсак, вовк тощо) і копитних (сайгак) тварин, а також гризунів, птиць (рябки та ін.) в дельті Сирдар'ї акліматизована ондатра.

## Адміністративний поділ
| № | Район                 | Площа, км² | Населення, осіб (1989) | Населення, осіб (1999) | Населення, осіб (2009) | Населення, осіб (2021) | Центр      | АО | НП |
| - | --------------------- | ---------- | ---------------------- | ---------------------- | ---------------------- | ---------------------- | ---------- | -- | -- |
| 1 | Аральський район      | 55545,74   | 71533                  | 68382                  | 70562                  | 77211                  | Аральськ   | 24 | 50 |
| 2 | Жалагаський район     | 28736,40   | 39847                  | 39553                  | 35695                  | 35483                  | Жалагаш    | 15 | 17 |
| 3 | Жанакорганський район | 15433,69   | 62459                  | 67563                  | 70128                  | 78742                  | Жанакорган | 26 | 34 |
| 4 | Казалінський район    | 37597,06   | 70129                  | 68777                  | 72315                  | 77107                  | Айтеке-бі  | 21 | 42 |
| 5 | Кармакшинський район  | 26755,80   | 40688                  | 45355                  | 50106                  | 51730                  | Жосали     | 14 | 22 |
| 6 | Сирдар'їнський район  | 42606,35   | 36252                  | 39100                  | 38085                  | 37616                  | Теренозек  | 14 | 14 |
| 7 | Шиєлійський район     | 32394,28   | 72180                  | 73896                  | 75306                  | 83808                  | Шиєлі      | 23 | 38 |
| 1 | Байконирська м.а.     | -          | -                      | 28776                  | 36175                  | 34295                  | Байконир   | -  | 1  |
| 2 | Кизилординська м.а.   | 1151,64    | 183299                 | 193589                 | 230422                 | 338939                 | Кизилорда  | 9  | 16 |

## Найбільші населені пункти
Населені пункти з чисельністю населення понад 10000 осіб:
| №  | Населений пункт       | Населення, осіб (1989) | Населення, осіб (1999) | Населення, осіб (2009) | Населення, осіб (2021) |
| -- | --------------------- | ---------------------- | ---------------------- | ---------------------- | ---------------------- |
| 1  | Кизилорда             | 151791                 | 157364                 | 188682                 | 271309                 |
| 2  | Айтеке-бі             | 32059                  | 33441                  | 38046                  | 44502                  |
| 3  | Аральськ              | 30801                  | 30347                  | 29987                  | 36004                  |
| 4  | Шиєлі                 | 28484                  | 28621                  | 29632                  | 35972                  |
| 5  | Байконир              | -                      | 28776                  | 36175                  | 34295                  |
| 6  | Жанакорган            | 18939                  | 20708                  | 22716                  | 31910                  |
| 7  | Тасбугет              | 15369                  | 16922                  | 18875                  | 27590                  |
| 8  | Жосали                | 19509                  | 18997                  | 18983                  | 20182                  |
| 9  | Жалагаш               | 12726                  | 14486                  | 13479                  | 15106                  |
| 10 | Теренозек             | 9069                   | 9408                   | 9132                   | 11437                  |
| 11 | Кизилжарма            | 4045                   | 4126                   | 5484                   | 11274                  |
| 12 | Торетам               | -                      | 5976                   | 9548                   | 11004                  |
| 13 | Саксаульськ           | 7481                   | 8347                   | 9296                   | 10870                  |
| 14 | Жакипбека Маханбетова | 2220                   | 2386                   | 3780                   | 10100                  |

## Населення
Населення — 814931 особа (2021; 678794 у 2009; 624991 у 1999, 576387 у 1989).
Національний склад (станом на 2016 рік):
- казахи — 734254 особи (95,97 %)
- росіяни — 15166 осіб
- корейці — 7773 особи
- турки — 1642 особи
- татари — 1632 особи
- узбеки — 1496 осіб
- чеченці — 793 особи
- українці — 318 осіб
- азербайджанці — 253 особи
- киргизи — 223 особи
- башкири — 174 особи
- уйгури — 164 особи
- німці — 161 особа
- греки — 133 особи
- молдовани — 103 особи
- марійці — 96 осіб
- білоруси — 91 особа
- інші — 586 осіб

| Роки      | 2003     | 2004     | 2005     | 2006     | 2007     | 2008     |
| --------- | -------- | -------- | -------- | -------- | -------- | -------- |
| Населення | 603 804  | ▲607 491 | ▲612 048 | ▲618 249 | ▲625 070 | ▲632 234 |
|           |          |          |          |          |          |          |
| Роки      | 2009     | 2010     | 2011     | 2012     | 2013     | 2014     |
| Населення | ▲677 732 | ▲689 038 | ▲700 578 | ▲712 992 | ▲726 781 |          |